# Mettinger Straße 46 (Esslingen)

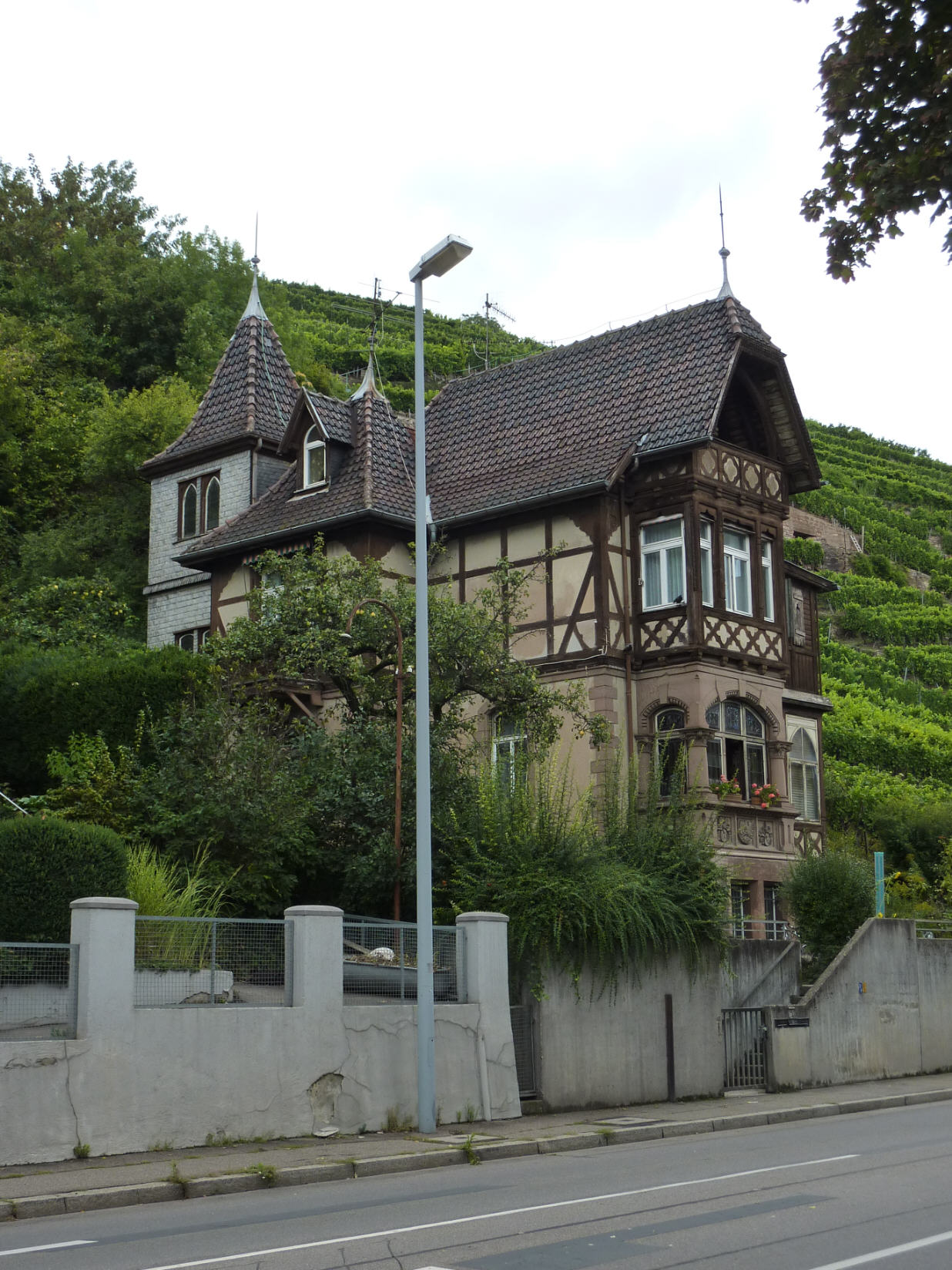
Mettinger Straße 46

Die Villa Mettinger Straße 46 in Esslingen am Neckar ist ein Bauwerk des Historismus.

## Geschichte und Beschreibung
Regierungsbaumeister Gustav Eisele errichtete die Villa im Jahr 1896 für Karl Kugel im Neorenaissancestil. Unter- und Erdgeschoss der in Hanglage auf der Nordseite der Mettinger Straße erbauten Villa sind massiv gebaut und verputzt, die oberen Geschosse weisen Zierfachwerk auf. Ein Standerker betont den „altdeutschen“ Stil des Bauwerks; seine Ecken sind mit Säulen und Pilastern, seine Brüstung mit Familienwappen geschmückt. Die Glasfenster im Erdgeschoss des Standerkers sind original erhalten. Nach oben wird der Standerker durch einen Altan mit einem überkragenden Krüppelwalmdach über einem Fachwerkbogen abgeschlossen. An der Rückseite der Villa, deren verschachtelter Grundriss auf malerische Wirkungen ausgelegt ist, befinden sich zwei turmartige Gebäudeteile mit spitzen Zeltdächern und Wetterfahnen.